# Centennial Place
Centennial Place es un complejo de dos rascacielos situados en Calgary, Alberta, Canadá. Llamado en honor al Centenario de Alberta, contiene un aparcamiento subterráneo de cinco plantas con 793 plazas. El espacio de oficinas cubre 110 000 m². La construcción de Centennial Place se completó en 2010. Las características medioambientales del complejo incluyen el muro cortina, sensores de movimiento para la iluminación, instalaciones de fontanería de bajo consumo, sistema de calefacción y refrigeración de alta eficiencia, y un techo “verde” con el 30% de su superficie plantada. 
La azotea de la torre este de 39 plantas tiene una altura de 165,2 m mientras que la aguja alcanza los 182,6 m.
La azotea de la torre oeste de 23 plantas tiene una altura de 100,1 m, mientras que la aguja alcanza los 117,6 m.
Los ocupantes más importantes de Centennial Place son Vermilion Energy, Borden Ladner Gervais, Divestco, Baytex Energy, ERCB, Murphy Oil, la Comisión de Seguridad de Alberta, Spencer Stuart y OMERS Worldwide. 

## Véase también

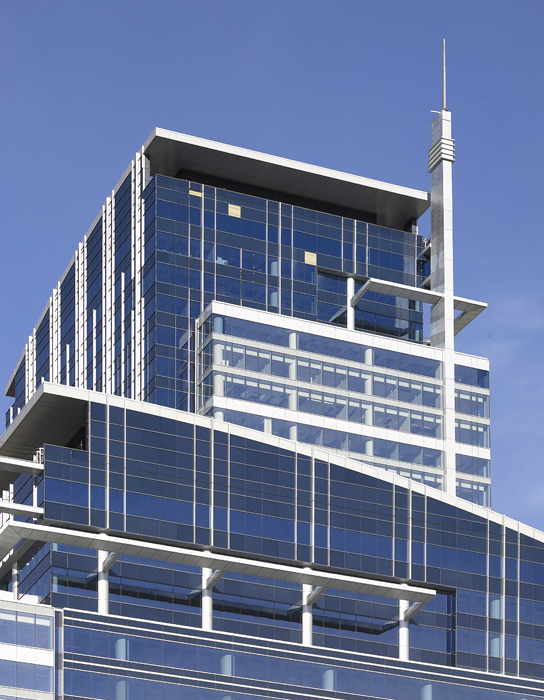
La coronación de Centennial Place